# Watsonalla uncinula
Watsonalla uncinula is een vlinder uit de familie eenstaartjes (Drepanidae). De wetenschappelijke naam is voor het eerst geldig gepubliceerd in 1790 door Borkhausen.

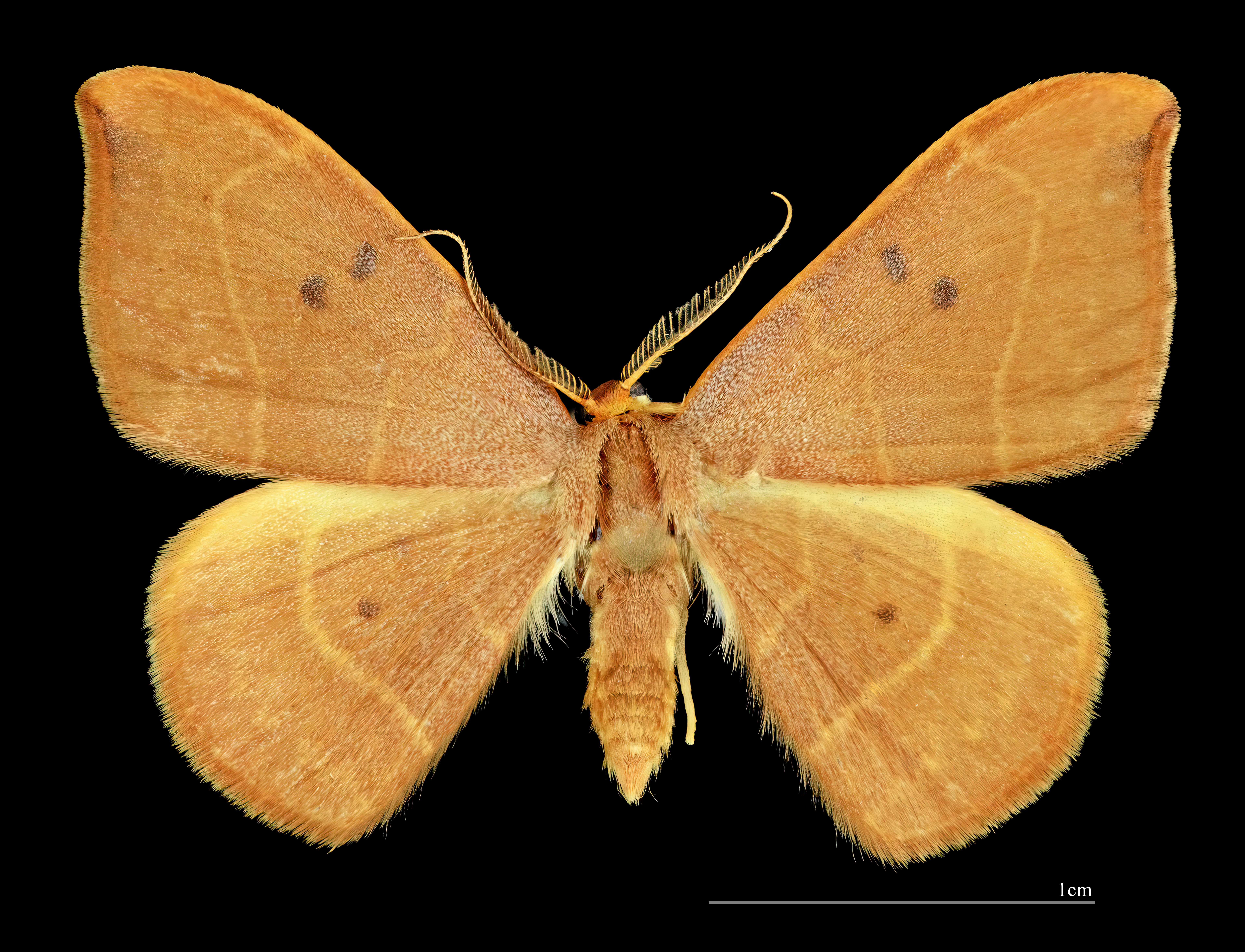
♂
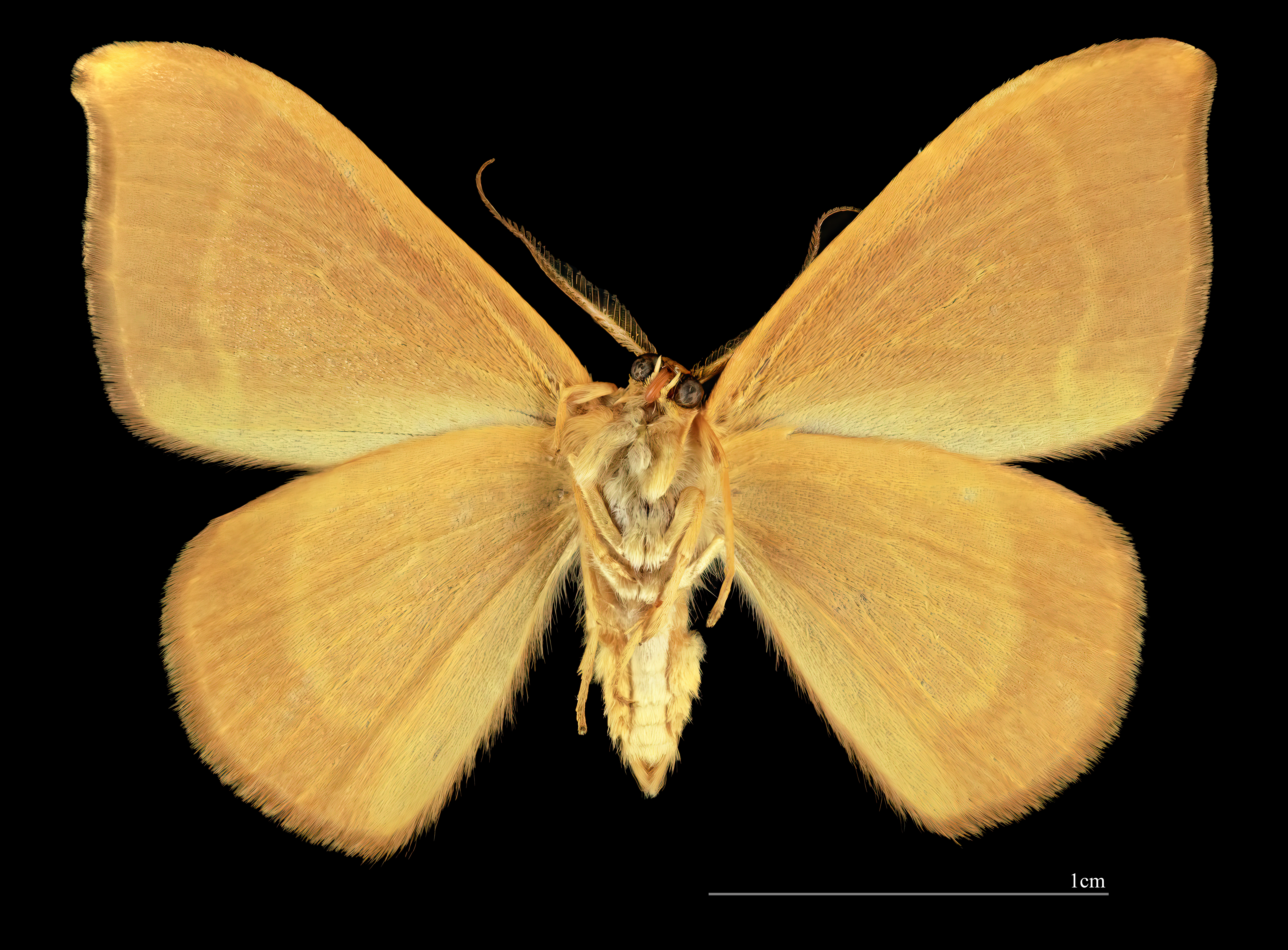
△ ♂
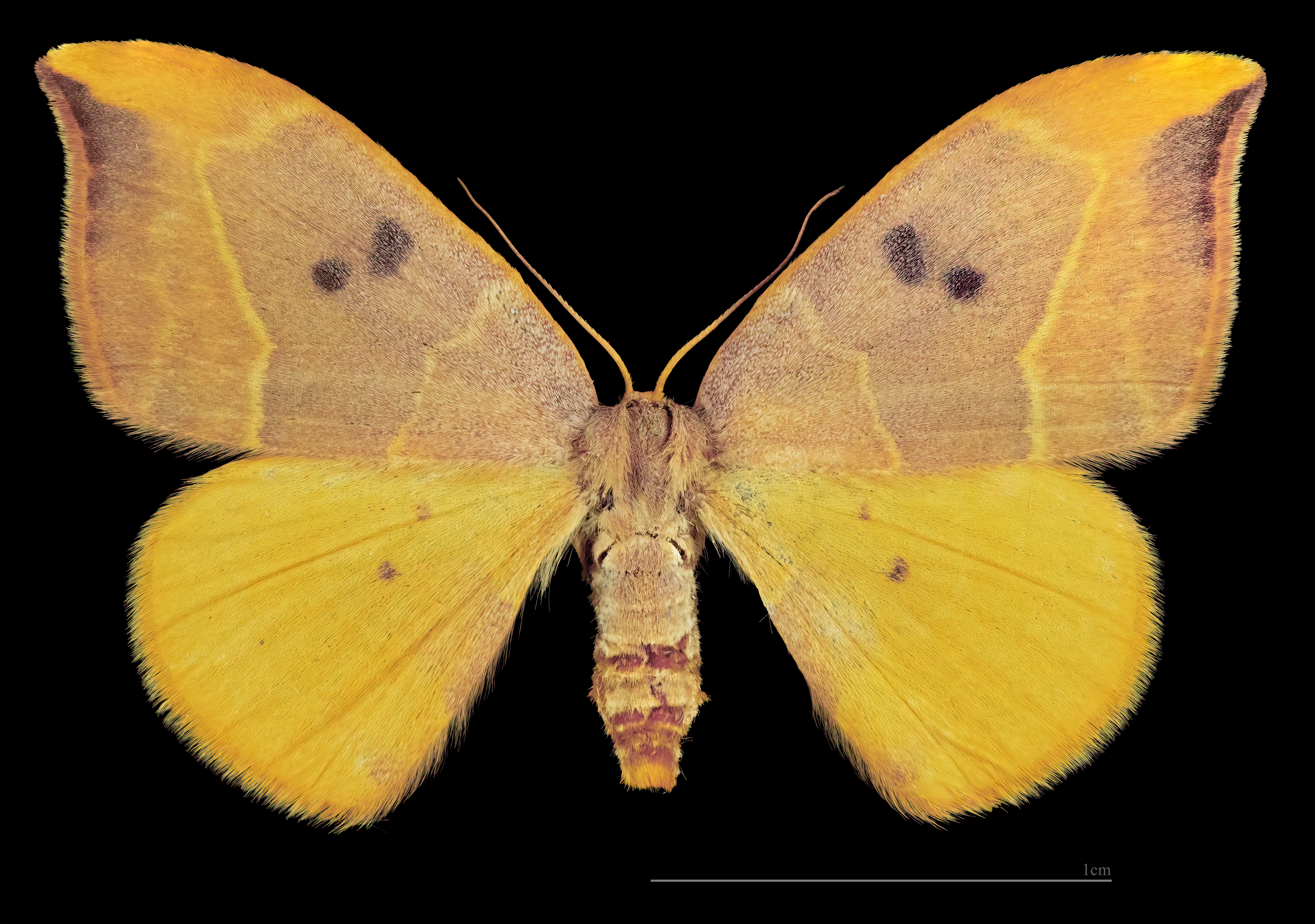
♀
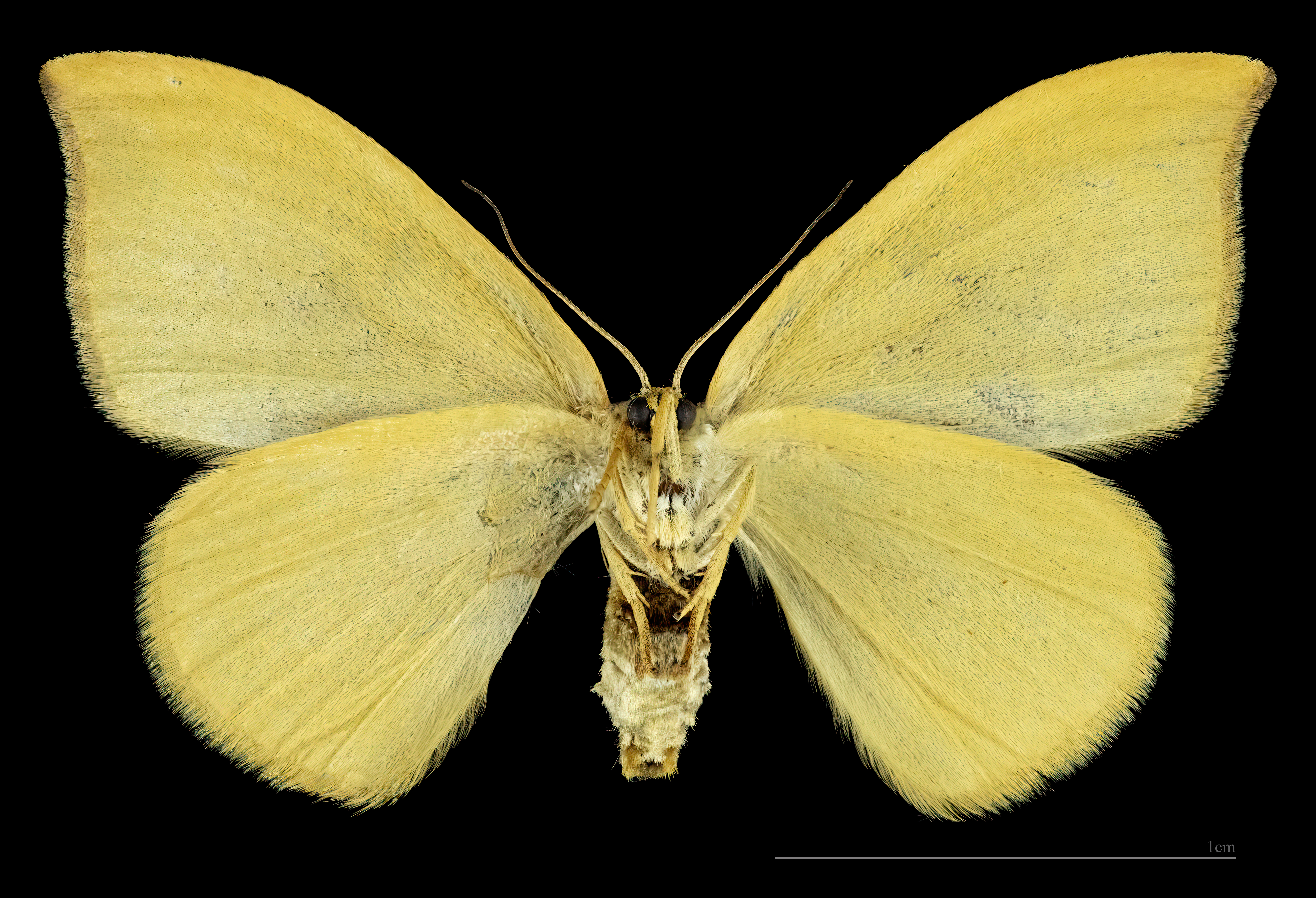
♀ △

De soort komt voor in Europa.